# Hyalella yashmara
Hyalella yashmara — вид бокоплава родини Hyalellidae. Описаний у 2023 році.

## Поширення
Ендемік Перу. Виявлений у термальних джерелах Баньос-дель-Інка (з ісп. «лазні інків») в окрузі Лос-Баньос-дель-Інка в провінції Кахамарка. Може жити при температурі води від 19,8 до 52,1 °C.